# Maurice Gee
Maurice Gee (n. 22 august 1931, Whakatāne⁠(d), Bay of Plenty Region⁠(d), Noua Zeelandă – d. 12 iunie 2025, Nelson, Nelson Region⁠(d), Noua Zeelandă) a fost un scriitor neozeelandez.